# 진천 신헌 고가
진천 신헌 고가(鎭川 申櫶 古家)는 충청북도 진천군 이월면 노원리에 있는 조선시대의 건축물이다. 1985년 12월 28일 충청북도의 문화재자료 제1호로 지정되었다.

## 개요
조선 후기 무신이면서 외교가였던 신헌(1810∼1884)이 살던 집이다. 신헌은 중요 관직을 두루 거쳤으며 강화도조약과 조미수호조약 등을 체결하여 조선의 개항에 중요한 임무를 수행하였다.
이 집은 1850년경 신헌이 전통 한옥 형태로 지은 건물이다. 세울 당시에는 사랑채와 행랑채, 안채 등이 있었으나 현재는 안채와 광채만 남아 있다.
안채는 2층 기단 위에 세운 ㄱ자형 평면을 갖춘 집으로 오른쪽은 옆면에서 볼 때 사람 인(人)자 모양을 한 맞배지붕이고, 왼쪽은 옆면에서 볼 때 여덟 팔(八)자 모양인 팔작지붕이다.
광채는 부속 건물로 곡식이나 여러 생활용품을 보관해 두던 곳이다.

## 같이 보기
- 신헌
- 강화도조약
- 조미수호조약

## 참고 자료
- 진천 신헌 고가 - 국가유산청 국가유산포털